# Богиня, Пётр Иванович
Пётр Иванович Богиня (20 ноября 1890 года — 17 января 1944 года, Ворошиловград, СССР) — советский государственно-политический деятель. Член РКП(б) с 1925 года. Депутат Верховного Совета Украинской ССР I-го созыва. Председатель оргкомитета по организации Ворошиловградской области. Член ЦК КП(б) Украины.

## Биография
Пётр Богиня родился 20 ноября 1890 года. По другим данным, 4 декабря 1898 года 
С 1912 работал на паровозостроительном заводе в Луганске. 
В 1918 году записался в 1 Луганский социалистический отряд. Воевал в составе РККА старшим артиллеристом бронепоезда № 72 «Имени Николая Руднева», за что позже был награждён Орденом Красного Знамени (приказ РВСР № 160 от 1923 года).. В 1918-1919 служил в 12 кавалерийском полку 4 партизанской дивизии РККА. В 1922 демобилизован и вернулся в Луганск. Работал подручным кузнеца школы фабрично-заводского обучения. Член ВКП(б) с июля 1925 года.
В 1922-1924 учился в Вечернем машиностроительном техникуме. 
В 1929 был отправлен на обучение в Ленинградскую финансовую академию, после окончания которой некоторое время работал в Москве, а потом вернулся в Луганск (Ворошиловград), где занимал разные ответственные посты. Был коммерческим директором Завода имени Рудя. В августе 1934 избран секретарем Городского Совета. В сентябре 1937 заведующий промышленно-транспортного отдела городского комитета партии. 
С 11 октября 1937 года ) по июнь 1938 года — председатель Исполнительного комитета Ворошиловградского городского Совета (Донецкая область). 
В июне 1938 года Богиня становится председателем оргкомитета по организации Ворошиловградской области согласно указу Президиума Верховного Совета УССР, а Михаил Евгеньевич Шевченко его заместителем.
С 18 июня 1938 года по 14 сентября 1938 года — член ЦК КП(б) Украины. С 1938 года по 1944 год депутат Верховного Совета Украинской ССР I-го созыва.
29 июля 1938 году был арестован по обвинению в принадлежности к контрреволюционной организации, отстранён от должностей и находился в тюрьме. В августе был исключен из партии «как репрессированный органами НКВД». Вместе с ним была репрессирована и его жена Мелания Павловна, 8-летний сын Демьян отправлен в спецколонию НКВД.
11 сентября 1940 году дело было прекращено за недоказанностью, он освобожден из-под стражи и назначен начальником Ворошиловградского областного управления местной промышленности. Полностью реабилитирован только в 1994 году.
Также работал заместителем председателя Исполнительного комитета Ворошиловградского областного Совета. В годы Великой Отечественной войны находился в эвакуации. 
17 января 1944 года скончался в Ворошиловграде. Похоронен на площади Революции в центре города, в 1957 на могиле был установлен барельеф.

## Память
В Луганске на площади Революции находится могила Богини Петра Ивановича.